# 玉ノ華重二朗
玉ノ華 重二郎（たまのはな しげじろう、1971年8月18日 - ）は、 鹿児島県大島郡知名町
出身で片男波部屋に所属していた元大相撲力士。本名は福 重二郎（ふく しげじろう）。身長175cm、体重155kg。最高位は東幕下8枚目。日本大学相撲部出身。

## 人物
大学卒業を控えていたある日に先代片男波（玉ノ富士）から勧誘の電話が寄せられ、当初は断ったものの片男波から「年齢的にギリギリだぞ。今入門しないと力士になる機会が無くなるよ。いいのか?」と口説かれて入門を決意。1994年1月場所に幕下最下位格付出で初土俵を迎える。
ところが初土俵で早々に負け越しを喫し、そればかりかデビュー3場所目の1994年5月場所前に網膜剥離になり半年近くの入院生活を余儀なくされ、同年11月場所に復帰するまで3場所連続全休に甘んじる。デビュー2場所目に本名の福から玉ノ華に改名することを決意した際に後援会から「福を捨ててはいかん。」としばらく本名で取り続けることを進言され、玉ノ華は「福は自分で掴みます。」と説得して挽回を狙った矢先での不幸であった。
その後も稽古場で膝を痛めたりしたため平成10年3月場所に最高位を東幕下8枚目まで更新するのが精一杯であり、平成11年5月場所に2連敗からの途中休場を喫して以降は医者から「本場所以外では足腰を絶対安静にさせなさい。四股、擦り足も駄目だ。」と忠告されるほど足腰の怪我が深刻な状態に達し、結局関取未経験のまま平成13年5月場所に西序二段42枚目の地位で引退した。
引退後の消息は殆ど掴めていないが、一時期都内で工場勤務をしていた時期があった。

## 主な成績
2013年7月場所終了現在
- 140勝138敗37休(45場所)